# 1307 Cimmeria
1307 Cimmeria је астероид главног астероидног појаса са средњом удаљеношћу од Сунца која износи 2,250 астрономских јединица (АЈ).
Апсолутна магнитуда астероида је 12,25 а геометријски албедо 0,051.